# Michael J. Benton
Michael J. Benton (ur. 8 kwietnia 1956 w Aberdeen) – brytyjski paleontolog, profesor paleontologii kręgowców na Wydziale Nauk o Ziemi na Uniwersytecie w Bristolu i członek m.in. Royal Society of Edinburgh. W 2014 roku został wybrany na członka (fellow) Royal Society. Jego publikacje koncentrują się głównie na ewolucji triasowych gadów, ale też na wymieraniach i zmianach w zapisie kopalnym fauny. Publikował również na temat roli filogenetyki molekularnej i morfologicznej w rekonstruowaniu filogenezy oraz o zegarze molekularnym.

## Życiorys
Studiował zoologię na Uniwersytecie w Aberdeen, w 1981 roku doktoryzował się na Uniwersytecie w Newcastle upon Tyne.
Jest autorem książek paleontologicznych (np. Vertebrate Palaeontology) i książek dla dzieci. Był też konsultantem wielu produkcji medialnych, w tym Wędrówek z dinozaurami BBC.
Na jego cześć rodzaj rynchozaura w 2010 roku otrzymał nazwę Bentonyx.

## Dziedziny badań
- Zróżnicowanie życia
- Jakość świadectw kopalnych
- Porządek filogenezy
- Związek kladów z czasem
- Wielkie wymierania
- Ewolucja ekosystemów triasu
- Filogeneza bazalnych diapsydów
- Bazalne archozaury
- Pochodzenie dinozaurów

## Książki
2019
The Dinosaurs Rediscovered: How a Scientific Revolution is Rewriting History, ISBN 978-0500052006 (wyd. polskie: Michael J. Benton: Dinozaury odkryte na nowo. Jak rewolucja naukowa rewiduje historię. Prószyński Media Sp. z o.o., Warszawa 2020, ISBN 978-83-8169-301-1)
2005
Mesozoic and Tertiary fossil mammals and birds of Great Britain by M. J. Benton, L. Cook, D. Schreve, A Currant, and J. J. Hooker
Mesozoic and Tertiary fossil mammals and birds of Great Britain by M. J. Benton, L. Cook, D. Schreve, A Currant, and J. J. Hooker
Vertebrate palaeontology (Third edition) by M. J. Benton
2003
When life nearly died: the greatest mass extinction of all time by M. J. Benton (wyd. polskie: Michael J. Benton: Gdy życie prawie wymarło. Tajemnica największego masowego wymierania w dziejach Ziemi, Prószyński Media Sp. z o.o., Warszawa 2017, ISBN 978-83-8097-074-8)
2002
Permian and Triassic red beds and the Penarth Group of Great Britain by M. J. Benton, E. Cook, and P. J. Turner
2000
The age of dinosaurs in Russia and Mongolia , edited by M. J. Benton, D. M. Unwin, M. A. Shishkin, and E. N. Kurochkin
Walking with dinosaurs: the facts by M. J. Benton
1997
Basic palaeontology by M. J. Benton and D. A. T. Harper
Vertebrate palaeontology (Second edition) by M. J. Benton
1996
The Penguin historical atlas of the dinosaurs by M. J. Benton
The Viking atlas of evolution by R. Osborne and M. J. Benton
1995
Fossil reptiles of Great Britain by M. J. Benton and P. S. Spencer
1993
The fossil record 2 edited by M. J. Benton
1991
The rise of the mammals by M. J. Benton
The reign of the reptiles by M. J. Benton
1990
On the trail of the dinosaurs by M. J. Benton
Vertebrate palaeontology by M. J. Benton
1989
Prehistoric Animals by M. J. Benton
1988
The phylogeny and classification of the tetrapods, Volumes 1 and 2 edited by M. J. Benton